# هنري مارتين فيلد
هنري مارتين فيلد (بالإنجليزية: Henry Martyn Field)‏ هو مؤرخ أمريكي، ولد في 3 أبريل 1822، وتوفي في 26 يناير 1907.